# شبکه هدهد
شبکه هدهد، شبکه اختصاصی کودک و نوجوان است که بر بستر ماهواره و اینترنت فعالیت می‌کند. شبکه هدهد با نظارت دقیق کارشناسان حوزه و کودک و نوجوان به تولید برنامه‌های جذاب و متنوع و پخش انیمیشن‌های روز دنیا می‌پردازد تا محتوای سالم و با کیفیت در اختیار مخاطبینش قرار دهد. مأموریت این شبکه، تأمین و عرضه محتوا و محصولات فکری - فرهنگی، توانمندسازی و آگاهی بخشی کودکان برای گسترش جامعهٔ اخلاق مدار و خلاق است.

## تأسیس
شبکه هدهد به دو زبان فارسی و عربی پخش می‌شود. این شبکه در سال ۱۳۸۹ آغاز به کار کرد. مرکز عربی این شبکه در بیروت و مرکز فارسی آن در شهر دوشنبه است. پس از راه اندازی موفق شبکه عربی تصمیم به راه اندازی شبکه فارسی گرفت؛ با طراحی و برنامه‌ریزی دقیق شبکه فارسی خود را همراه با عید مبعث در ۲۹ خرداد ۱۳۹۱ افتتاح کرد.

## تولیدات
- مسابقه پاشو (با اجرای زهره وکیلی)
- کارگاه اسباب بازیا (با حضور مریم وطن‌پور)
- من و نقاشی (با اجرای آزاده آل‌ایوب)
- برنامه تولدت مبارک
- مسابقه عکس مهر (با اجرای آزاده آل‌ایوب)
- برنامه هشتگ هدهد (با اجرای مهسا ایرانیان)
- انیمیشن جینگولیا
- خوب گوش کن خوب بخون
- دانشمند شو
- تولید کلیپ با موضوع‌های گوناگون

## مخاطبین
شبکه هدهد فارسی بر روی ماهواره ترکمنعالم قرار دارد و برای خاورمیانه برنامه پخش می‌کند. کشورهای هدف ایران، تاجیکستان، افغانستان و دیگر کشورهایی است که در آن بیشتر مردمشان از فارس‌زبانان هستند کلیه مخاطبین ماهواره یاه‌ست می‌توانند برنامه‌های شبکه هدهد فارسی را ببینند.

## لوگوها

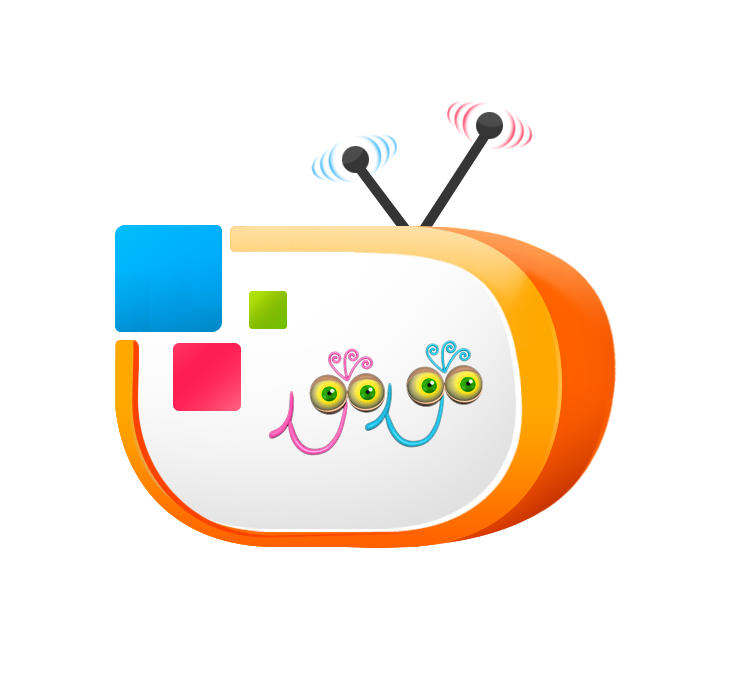
اولین نشان‌واره از سال ۱۳۸۹ تا ۱۳۹۹
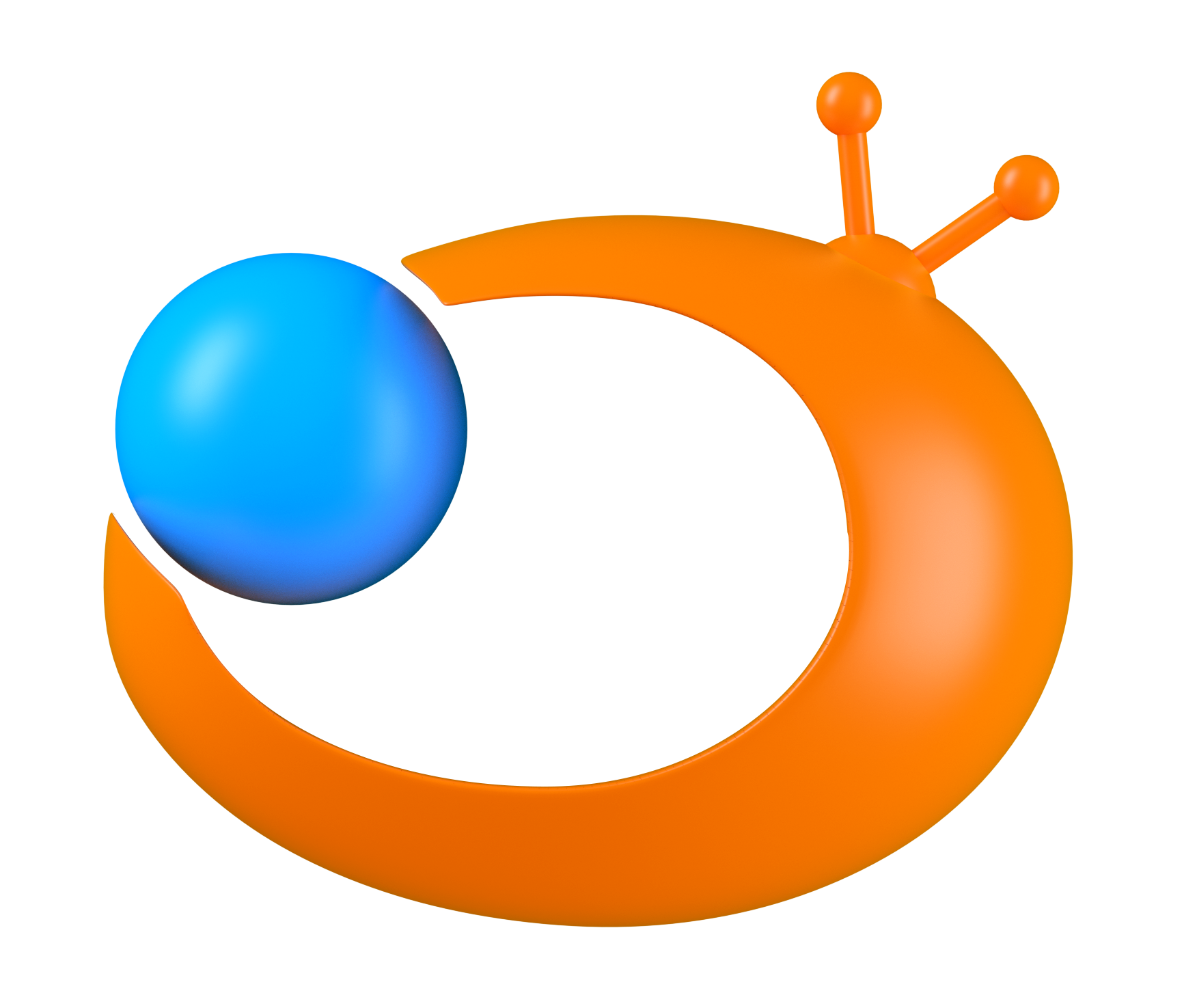
دومین نشان‌واره از سال ۱۳۹۹ تاکنون